# Relations entre Cuba et l'Union européenne
Les relations entre Cuba et l’Union européenne ont repris en octobre 2008. Actuellement[Quand ?], elles reposent principalement sur le partenariat de l’Union avec la Communauté caribéenne et la Communauté d'États latino-américains et caraïbes.

## Historique

### Position commune de 1996
L'Union européenne adopte une position commune conditionnant ses relations avec Cuba à des avancées dans le domaine de la démocratie.

### Guerre des cocktails
En réponse à l'arrestation de 75 opposants au régime communiste en mars 2003, (journalistes, des bibliothécaires, des militants des droits de l'homme), l'UE adopta des mesures – publiquement annoncée le 5 juin 2003 – pour limiter les visites gouvernementales de haut-niveau. L'UE réduisit la participation des États membres aux évènements culturels et invita les dissidents cubains aux célébrations nationales. Les autorités cubaines annoncèrent le 26 juillet 2003 leur refus de toute aide en provenance de l’Union européenne. Cette période de tension diplomatique fut appelée « guerre des cocktails ».
Le 31 janvier 2005, l'Union a décidé que toutes les mesures prises le 5 juin 2003 seraient temporairement suspendues. Le Conseil réitéra son appel au maintien d'un dialogue constructif avec les autorités cubaines visant à obtenir des résultats tangibles en matière politique, économique, de droits de l’homme et de coopération.

### Reprise des discussions
En octobre 2014, l'Union européenne s'est opposée à l'embargo américain sur Cuba.
Dans un rapport de l’European Parliamentary Research Service publié en février 2015, plusieurs mesures extraterritoriales adoptées par les États-Unis sont ciblées comme nuisant aux intérêts de l'Union européenne.
Le 4 mars 2015, l’Union européenne et Cuba reprennent leurs négociations en vue de la normalisation de leurs relations à la suite du processus similaire entamé dès le mois de décembre 2014 entre Cuba et les États-Unis. Les relations entre l’UE et Cuba avaient été suspendues depuis 2003. Cette proposition a été acceptée par Cuba afin que l’Union abandonne sa position commune de 1996 qui conditionne les relations avec l’Union à des avancées dans le domaine de la démocratie.
Les 23 et 24 mars 2015, la Haute Représentante Federica Mogherini se rend à Cuba. Le 11 mars 2016, Cuba et l'UE signent un accord normalisant leurs relations.

### Soutien aux dissidents cubains
En février 2021, Dita Charanzová, vice présidente du Parlement européen, partage le vidéoclip Patria y vida, critique à l'égard du régime castriste, sur son compte twitter : « Pour que tout le monde soit conscient de la réalité cubaine » . En juin 2021, le Parlement européen reconnait dans une résolution l'« existence de prisonniers politiques, la persécution politique persistante et permanente, les actions de harcèlement et les détentions arbitraires de dissidents » à Cuba et appelle à une libération de tous les prisonniers dont ceux du Mouvement San Isidro,.

## Sources

## Compléments